# Chrysophyllum ambrense
Chrysophyllum ambrense – gatunek drzew należących do rodziny sączyńcowatych. Jest endemitem Madagaskaru.